# Eupithecia sogai
Eupithecia sogai är en fjärilsart som beskrevs av Claude Herbulot 1970. Eupithecia sogai ingår i släktet Eupithecia och familjen mätare. Inga underarter finns listade i Catalogue of Life.